# 올렉산드르 슘스키

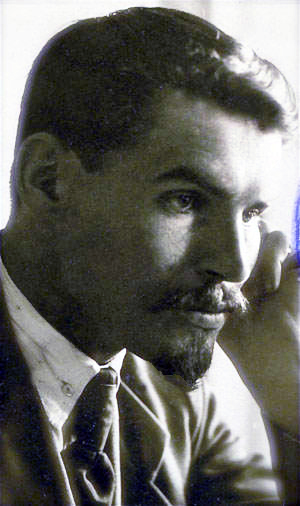

올렉산드르 야코블레비치 슘스키(우크라이나어: Олександр Якович Шумський: 1890년 12월 2일-1946년 9월 18일)는 우크라이나의 공산주의 정치인이다. 우크라이나의 국민공산주의 운동의 지도자였으며, 우크라이나의 독자적 민족성과 언어를 옹호하는 우크라이나화의 지지자였다. 주폴란드 우크라이나 대사, 우크라이나 소비에트 교육인민위원을 역임했다. 이오시프 스탈린의 숙청 희생자로서, 1933년 10년형을 선고받은 뒤 솔로베츠키 제도에서 수감 생활을 하다 크라스노야르스크로 망명했으나 다시 체포되었고 1946년 우크라이나로 가던 도중 스탈린의 지시를 받은 NKVD에 의해 총살되었다. 스탈린이 격하된 1958년 복권되었다.